# Symfonie nr. 1 (Winter-Hjelm)
Otto Winter-Hjelm voltooide zijn Symfonie nr. 1 in Bes in 1861. Het staat te boek als een van de eerste serieuze pogingen tot het schrijven voor een werk in dat genre door een Noorse componist. De symfonie werd als goed gerecenseerd, maar het mocht niet baten. Noorwegen had destijds een gebrek aan een goed orkest en daardoor bleef dit werk alleen in manuscriptvorm bewaard.
De componist dirigeerde de première van dit werk zelf met een bijeen verzameld orkest op 27 september 1862.
De symfonie heeft vier delen:
- Allegro moderato
- Andante con moto
- Allegro vivace-Cantabile poco sostenuto-Allegro vivace
- Presto

Een opname van het werk werd in 2020 uitgebracht op het Noorse label Simax, gespeeld door het Noorse Radio Symfonieorkest onder Michael Harth-Bedoya.